# Paolo Civati
Paolo Civati (Como, 6 maggio 1977) è un regista, sceneggiatore e attore italiano.

## Biografia

### Regista e attore
Cresce a Como, ma si trasferisce a Milano nel 1997, poi a Roma nel 1999 per seguire l'Accademia nazionale d'arte drammatica "Silvio D'Amico", dove consegue il diploma di laurea come attore nel 2002. In teatro lavora con Giuseppe Rocca, Lorenzo Salveti, Teatro del Carretto, Giorgio Barberio Corsetti, Emma Dante, Manuela Cherubini e Jan Fabre.
È allievo dell'École des maîtres, diretta da Franco Quadri.
Nel 2005 è tra i fondatori del collettivo Malalingua Teatro (poi collettivo Attori Riuniti), in cui si dedica anche alla regia, scrivendo e dirigendo spettacoli presentati al "premio Claudio Gora", Premio Scenario, Napoli Teatro Festival Italia, Incastro Festival, Festival di Ponza, Teatro di San Girolamo di Lucca, Teatro Vittoria di Roma, Napoli Fringe Festival, Teatro del Carretto, il Teatro Elfo Puccini, Teatro del Giglio.
Nel 2014 dirige, in collaborazione con Giuseppe Battiston, lo spettacolo Lost in Cyprus - Sulle tracce di Otello al Teatro romano di Verona, all'interno dell'"Estate Teatrale Veronese".
Dal 2016 al 2018 è stato condirettore artistico del Teatro del Carretto assieme a Maria Grazia Cipriani, regista fondatrice della storica compagnia lucchese. Insieme hanno inoltre condotto un workshop su Amy Winehouse per la Biennale College Teatro di Venezia '74, sotto la direzione artistica di Antonio Latella.
È finalista del premio Solinas "Documentario per il Cinema" (2014) con una sceneggiatura da cui trae il film Castro, in concorso al Festival dei popoli 2016, dove vince il premio Cinemaitaliano.info - CG Entertainment, il premio Gli imperdibili e il premio del pubblico MyMovies. Nel 2017 il film vince inoltre il premio per il miglior film del territorio del Lazio al "Doc/it Professional Award", il premio speciale della giuria per il documentario al MyArt Film Festival, la menzione speciale all'Euganea International Film Festival e vince la decima edizione del Faito DOC Festival.
È presente nella 74ª Mostra internazionale d'arte cinematografica di Venezia col cortometraggio Sara, prodotto da Tangram Film e Schicchera Production.
Nel 2021 scrive e dirige lo spettacolo Alza la voce, con le sorelle Michelini (Giulia e Paola). Nel 2022 dirige lo spettacolo Mi amerò io stesso, con Paola Turci.

### Altre attività
Nel 1999 sfila come indossatore per il prêt-à-porter di Krizia (Milano Collezioni). Inoltre sfila per Diesel, Levi's, Exte, Byblos.
È presente nel video della canzone Girasole di Giorgia.

## Teatro

### Regia e testi
- Luogo di niente (2005) – vincitore della prima edizione del premio Claudio Gora[13]
- Storie, da La moglie del soldato di Raymond Carver (2007)
- Ad oriente dell'Eden (2007)[14]
- Una vita importante (2008)[15]
- Maria - Storia di una bambina speciale (2008)[16]
- In my end is my beginning (2009)[17]
- Emoticon (2010) – vincitore del premio "Attilio Corsini" - Salviamo i talenti[18]
- Un ricordo (2010) – in collaborazione con Federica Migliotti[19]
- Ragazza in erba, testo di Alessia Bellotto e Beppe Casales[20] (2010)
- Parole - Ovvero The Suspension Of Disbelief (2012)[21]
- I conigli non hanno le ali, con Francesca Ciocchetti (2014)[22][23]
- Lost in Cyprus - Sulle tracce di Otello, co-regia con Giuseppe Battiston (2014)[24]
- La prima guerra mondiale: parole e immagini, con Giuseppe Battiston (2015)[25]
- David, con Luigi Diberti, Giorgio Marchesi e Valentina Fois (2016)[26]
- Alza la voce, con Giulia Michelini e Paola Michelini (2021)[27]
- Mi amerò lo stesso, con Paola Turci (2022)

### Attore
- La rappresentazione di Santo Alesso, regia di Giuseppe Rocca (2000)[28]
- I bambini di sale di Hernan Galindo, regia di Bruno Bert (2001)
- Tre sorelle, da Anton Čechov, regia Lorenzo Salveti (2002)
- Il gradimento, tratto da Tradimenti di Harold Pinter, regia di Tommaso Rossi (2002)
- Di animali, uomini e dei, regia di Giorgio Barberio Corsetti (2003)[29]
- Odissea, da Omero, regia di Maria Grazia Cipriani (2003)
- (Blood) Sweat and tears, regia di Jan Fabre (2005)[30]
- Cani di bancata, regia di Emma Dante. Teatro Palladium di Roma (2005) – studio
- Cinque donne con lo stesso vestito di Alan Ball, regia di Eleonora Pippo (2006)[31]
- La tempesta, regia di Jan Sutton (2007)
- Criminal di Javier Daulte, regia di Manuela Cherubini (2008)[32]
- Latrati, regia di Fabio Cherstich (2009)[33]
- Bizarra - Una saga argentina, regia di Manuela Cherubini (2011)[34]

## Filmografia

### Cinema

#### Regista
- Castro – documentario (2016)
- Sara – cortometraggio (2017)
- Cicatrici – cortometraggio (2022)

#### Attore
- Ultima fermata Mariù, regia di Francesco Dominedò (2005)
- Oradamore, regia di Cristiano Panepuccia – cortometraggio (2006)
- Alef , regia di Cristiano Panepuccia – cortometraggio (2010)
- Attraverso la lente, regia di Paolo Gaudio – cortometraggio (2010)
- Noi credevamo, regia di Mario Martone (2010)
- Scossa, regia di Ugo Gregoretti, Citto Maselli, Carlo Lizzani e Nino Russo (2011)
- Maìn - La casa della felicità, regia di Simone Spada (2012)

### Televisione

#### Regista
- Veloce - La leggenda della Motor Valley – serie TV (2024)

#### Sceneggiatore
- Veloce - La leggenda della Motor Valley – serie TV (2024)

#### Attore
- R.I.S. - Delitti imperfetti – serie TV, episodi 5x12-5x14 (2009)
- Distretto di Polizia – serie TV (2011)